# La Boissière-du-Doré
La Boissière-du-Doré là một xã thuộc tỉnh Loire-Atlantique, trong vùng Pays de la Loire ở phía tây nước Pháp.